# Астрал. Частина 2
Астрал. Частина 2 (англ. Insidious: Chapter 2) — другий американський фільм жахів режисера Джеймса Вана з серії фільмів «Астрал», що вийшов 2013 року. У головних ролях Патрік Вілсон, Роуз Бірн, Тай Сімпкінс. Стрічка знята на основі історії Джеймса Вана і Лі Воннелла.
Сценаристом був Лі Ваннелл, продюсерами — Джейсон Блум і Орен Пелі. Вперше у США фільм продемонстрували 13 вересня 2013 року.
В Україні у кінопрокаті прем'єра фільму відбулась 14 листопада 2013.

## Сюжет
Історія розгортається після тих подій, які були показані в першій частині. Сім'я Ламберт знову возз'єдналася. Вони переїжджають в будинок матері Джоша, Лоррейн. Все має бути добре, але події минулого продовжують їх мучити. Примари переслідують Рене і Лоррейн. Далтон розповідає матері, що Джош поводиться дивно. Лоррейн та її старому другові Карлу вдається знайти причину їх нещасть. Сім'я Ламберт в небезпеці. Тіло Джоша тепер належить примарі маніяка-вбивці Паркера.
Виявилося, що в дитинстві мати жорстоко поводилася з малолітнім Паркером, змушуючи його носити жіночий одяг і вести себе як дівчинка. Після смерті матері Паркера її привид продовжив мучити сина, наказуючи йому вбивати дівчат. Під час викрадення дівчат Паркер гримувався під стару жінку і надягав на себе чорну сукню. У старості Паркер після спроби себе каструвати потрапляє до лікарні, де працює медсестрою мати Джоша - Лоррейн, там же в лікарні Паркер і маленький Джош вперше зустрічаються, після цієї зустрічі Паркер покінчив із собою, вистрибнувши з вікна лікарні. Паркер хотів повернути собі дитинство, прожити нормальне життя і тому після смерті він в образі жінки в чорному почав переслідувати маленького Джоша.
Фільм має дві тимчасові паралельні лінії розповіді, де основні події відбуваються в дитинстві Джоша.

## У ролях
| Актор         | Персонаж                                   | Роль                                 |
| ------------- | ------------------------------------------ | ------------------------------------ |
| Патрік Вілсон | Джош Ламберт англ. Josh Lambert            | син Лоррейн                          |
| Роуз Бірн     | Рене Ламберт англ. Renai Lambert           | дружина Джоша                        |
| Тай Сімпкінс  | Далтон Ламберт англ. Dalton Lambert        | син Джоша та Рене                    |
| Лін Шей       | Еліз Рейнер англ. Elise Ranier             | медіум                               |
| Барбара Герші | Лоррейн Ламберт англ. Lorraine Lambert     | мати Джоша                           |
| Лі Воннелл    | Спекс англ. Specs                          | мисливець за паранормальними явищами |
| Ангус Семпсон | Такер англ. Tucker                         | мисливець за паранормальними явищами |
| Том Фіцпатрік | Паркер англ. Old Parker                    | жінка в чорному                      |
| Джей Лароуз   | довговолосий демон англ. Long Haired Fiend |                                      |

## Сприйняття

### Критика
Фільм отримав змішані відгуки: Rotten Tomatoes дав оцінку 37 % на основі 108 відгуків від критиків (середня оцінка 4,7/10) і 61 % від глядачів із середньою оцінкою 3,5/5 (78,052 голоси). Загалом на сайті фільми має змішаний рейтинг, фільму зарахований «гнилий помідор» від кінокритиків, проте «попкорн» від глядачів, Internet Movie Database — 6,7/10 (40 829 голосів), Metacritic — 40/100 (30 відгуків критиків) і 6,8/10 від глядачів (127 голосів). Загалом на цьому ресурсі від критиків фільм отримав змішані відгуки, а від глядачів — позитивні.

### Касові збори
Під час показу в Україні, що стартував 14 листопада 2013 року, протягом першого тижня фільм був показаний у 81 кінотеатрі і зібрав 198,147 $, що на той час дозволило йому зайняти 4 місце серед усіх прем'єр. Показ протривав 5 тижнів і завершився 15 грудня 2013 року, за цей час стрічка зібрала 446,134 $. Із цим показником стрічка зайняла 62 місце в українському кінопрокаті 2013 року
Під час показу у США, що розпочався 13 вересня 2013 року, протягом першого тижня фільм був показаний у 3,049 кінотеатрах і зібрав 40,272,103 $, що на той час дозволило йому зайняти 1 місце серед усіх прем'єр. Показ фільму протривав 98 днів (14 тижнів) і завершився 19 грудня 2013 року і за цей час фільм зібрав у прокаті у США 83,586,447  доларів США, а у решті країн 77,916,585 $ (за іншими даними 78,105,246 $), тобто загалом 161,503,032 $ (за іншими даними 161,691,693 $) при бюджеті 5 млн $.

### Нагороди і номінації
| Нагороди і номінації фільму «Астрал. Частина 2» | Нагороди і номінації фільму «Астрал. Частина 2» | Нагороди і номінації фільму «Астрал. Частина 2» | Нагороди і номінації фільму «Астрал. Частина 2» | Нагороди і номінації фільму «Астрал. Частина 2» |
| Рік                                             | Нагорода                                        | Категорія                                       | Номінант                                        | Результат                                       |
| ----------------------------------------------- | ----------------------------------------------- | ----------------------------------------------- | ----------------------------------------------- | ----------------------------------------------- |
| 2013                                            | Key Art Awards                                  | Найкраща звуко/відео техніка                    | District Films, Будда Джонс                     | 3 місце                                         |
| 2014                                            | Премія «Вибір народу»                           | Улюблений фільм жахів                           | стрічка                                         | Номінація                                       |

## Цікаві факти
- На 33 секунді 33 хвилини, коли Спекс і Такер показують Лоррейн старий відеозапис, то на моніторі можна побачити фото режисера Джеймса Вана зі сценаристом Лі Воннеллом й актором Ангусом Семпсоном.
- На 5 секунді 25 хвилини, коли Спекс вставляє відеокасету у відеомагнітофон, на лівій стороні відеомагнітофона можна побачити напис Panic, але також чітко видно що між першими літерами є сліди стертих букв. Це відеомагнітофон фірми Panasonic, а через те, що букви стерлись, виходить слово Panic.
- Також можна помітити що хлопчики на фото, що грають молодого Джоша, в першій і другій частині зовсім відрізняються. У першій частині грав Джош Фелдман, а в другій - Гаррет Раян. Фотографії були виправлені творцями фільму за допомогою комп'ютера.
- Фільм знімався протягом 26 днів у Лос-Анджелесі. Зйомки розпочалися в січні 2013 року в історичному маєтку Смітів в районі Хайленд-Парку на північному сході Лос-Анджелеса. Цей маєток Вікторіанської епохи відмінно зберігся і був представлений авторами фільму як будинок Лоррейн Ламберт, в якому тимчасово зупинився її син Джош разом зі своєю родиною. Двоповерхова будівля була збудована в 1887 році. Спочатку будинок належав судді, який цікавився окультизмом і навіть написав книгу на цю тему.
- Більша частина фільму була знята в лікарні Linda Vista Community Hospital, в якій також знімалися сцени в покинутій лікарні. Зйомки велися на двох поверхах. На одному знімалися сцени флешбеків, на іншому - епізоди, які відбуваються в наш час. Будівля виявилась досить великою й робітники змогли перетворити деякі приміщення в кімнати, які абсолютно не відносяться до охорони здоров'я (відділення поліції, їдальня в будинку Лоррейн, спальня Калі і Місце діяльностей).
- Коли Спекс і Такер входять у будинок Елізи, на стіні висить малюнок африканських племен. Точно такий самий малюнок можна помітити у фільмах «Паранормальне явище 2» (2010) і «Паранормальне явище 3» (2011).
- Режисера Джеймса Вана можна помітити на шпалерах на робочому столі комп'ютера разом зі Спексом і Такером.
- Фільм знімали на камеру Arri Alexa.
- Продюсери орендували на тиждень одну споруду в Хайленд-Парку, щоб перетворити її в будинок Еліз Рейнер. Більша частина сцен знімалася у вітальні і в підвалі двоповерхового маєтку, який був збудований в 1908 році. Величезний підвал був розділений на дві частини. Половина послужила підвалом будинку Лоррейн Ламберт, другу половину було перетворено на читальню в будинку Еліз. Також зйомки проходили в маєтку 1910 року в районі Адамс-Норманді в центрі Лос-Анджелеса. Порожня будівля відома під назвою резиденція Беккета.
- На 26 хвилині, коли Лоррейн прокидається, на телевізорі в кімнаті можна помітити фільм «Карнавал душ» (1962).
- Коли Джош кладе Рене, що втратила свідомість, на диван, вона лежить горілиць. У наступному кадрі її голова повернута вбік.

[джерело?]

### Виноски
1. 1 2  Insidious: Chapter 2: Release Info (англ.). Internet Movie Database. Архів оригіналу за 27 вересня 2013. Процитовано 24 січня 2014.
2. 1 2  Астрал. Частина 2. Kino-teatr.ua. Архів оригіналу за 5 лютого 2014. Процитовано 24 січня 2014.
3. 1 2 3 4  Insidious Chapter 2 (англ.). The Numbers. Архів оригіналу за 3 лютого 2014. Процитовано 24 січня 2014.
4. 1 2 3 4  Insidious Chapter 2 (англ.). Box Office Mojo. Архів оригіналу за 2 грудня 2012. Процитовано 24 січня 2014.
5. 1 2  Insidious: Chapter 2 (англ.). Internet Movie Database. Архів оригіналу за 26 січня 2014. Процитовано 24 січня 2014.
6. ↑  Insidious Chapter 2 (англ.). Allmovie. Архів оригіналу за 22 березня 2014. Процитовано 24 січня 2014.
7. 1 2  Insidious: Chapter 2: Full Cast & Crew (англ.). Internet Movie Database. Архів оригіналу за 19 липня 2014. Процитовано 24 січня 2014.
8. ↑  Insidious: Chapter 2 (англ.). Rotten Tomatoes. Архів оригіналу за 15 липня 2020. Процитовано 24 січня 2014.
9. ↑  Insidious: Chapter 2 (англ.). Metacritic. Архів оригіналу за 22 січня 2014. Процитовано 24 січня 2014.
10. ↑  Insidious: Chapter 2 — Ukraine Weekend Box Office (англ.). Box Office Mojo. Архів оригіналу за 24 вересня 2015. Процитовано 24 січня 2014.
11. ↑  Ukraine Yearly Box Office. 2013 (англ.). Box Office Mojo. Архів оригіналу за 23 листопада 2013. Процитовано 24 січня 2014.
12. ↑  Insidious: Chapter 2: Awards (англ.). Internet Movie Database. Архів оригіналу за 19 липня 2014. Процитовано 24 січня 2014.